# أولريكه هيرمان
أولريكه هيرمان (بالألمانية: Ulrike Herrmann) (و. 1964  م) هي صحفية، وكاتبة غير روائية ألمانية، ولدت في هامبورغ.

## روابط خارجية
- أولريكه هيرمان على موقع IMDb (الإنجليزية)
- أولريكه هيرمان على موقع مونزينجر (الألمانية)
- أولريكه هيرمان على موقع قاعدة بيانات الفيلم (الإنجليزية)